# Nuno Encarnação
Nuno Miguel Pestana Chaves e Castro Encarnação, Coimbra, 24 de Dezembro de 1972), é um político português e conhecido comentador nas áreas da politica, economia e desporto  .

## Biografia
Nuno Encarnação é filho do político Carlos Encarnação e trineto do Professor Universitário da Faculdade de Direito de Coimbra, Professor Dr. Manuel Chaves e Castro, fundador da Revista de Legislação e de Jurisprudência.
Licenciado em Engenharia Electrotécnica pela Faculdade de Ciências da Universidade de Coimbra, Pós-Graduado em Marketing pelo IPAM (Instituto Português de Administração e Marketing), MBA em Gestão de Empresas pela Faculdade de Economia da Universidade de Coimbra e com o programa “Financial analysis for non-financial managers” pelo INSEAD

### Cargos
- Foi Presidente da Distrital da JSD de Coimbra nos seus tempos Universitários em Coimbra, foi Vice-presidente e Presidente do PSD de Coimbra e Vice-presidente da Distrital do PSD de Coimbra.
- Foi eleito Deputado nas listas do PSD pelo círculo eleitoral de Coimbra em três legislaturas, em 2009, 2011 e 2015.
- Esteve na Asembleia da República enquanto Deputado eleito entre 2009 e 2015.
- Foi Membro da Direcção do Grupo Parlamentar entre 2011 e 2015
- Foi Presidente do Canal Parlamento (AR TV) de 2011 a 2015, tendo tido a responsabilidade no seu mandato de colocar este canal na TDT
- Foi Vice Presidente da Comissão Parlamentar de Economia
- Durante este período foi comentador regular de assuntos económicos e política na RTP2, RTP Informação, Económico TV, TVI 24h, Correio da Manhã TV, Antena 1 e assinou colaborações semanais no Jornal I e Diário Económico
- É atualmente comentador na CMTV pelo FC do Porto no programa “Liga d’Ouro”, na Antena 1 no programa “Grandes Adeptos” e assina uma coluna semanal no Jornal Record

### Percurso profissional
- Começou a sua actividade profissional na área do Marketing no Instituto Nacional de Estatística
- Foi Administrador da Empresa Municipal de Turismo - Figueira Grande Turismo EM, na Figueira da Foz (2002-2006)
- Foi Responsável e programador cultural do Centro de Artes e Espectáculos da Figueira da Foz (2003-2006)
- Foi Presidente do Conselho de Administração da Sociedade Hoteleira Paço de Maiorca SA
- É quadro superior do Banco BPI desde 2006 e onde actualmente é Director Regional na Banca de Empresas

- É músico e viola do Grupo de Fados Capas Negras de Coimbra desde 1991